# جنرال الکتریک تی۶۴
جنرال الکتریک تی۶۴ (به انگلیسی: General Electric T64) یک موتور هواگرد ساختِ کارخانهٔ جی‌ئی اوییشن در کشور ایالات متحده آمریکا است.